# Enhydrusina
Enhydrusina is een subtribus van kevers uit de familie schrijvertjes (Gyrinidae). De wetenschappelijke naam werd in 1882 gepubliceerd door Régimbart. Het subtribus kent drie geslachten.

## Geslachten
Het subtribus omvat de volgende geslachten:
- Andogyrus Ochs, 1924
- Enhydrus Laporte de Castelnau, 1834
- Macrogyrus Régimbart, 1883